# بالمه
بالمه، (بالإنجليزية: Balme)‏، هي (بلدية) في مدينة تورينو، في منطقة بيدمونت الإيطالية. وهو موجود في جبال الألب، في واحدة من فالي دي لانزو، في حوالي 45 كيلومترا (28 ميل) شمال غرب تورينو، على الحدود مع فرنسا.

## السكان
في سنة 1861 بلغ عدد السكان 431 نسمة، وتطور العدد ليصل في سنة 2011 لـ 95 نسمة.
يظهر هذا المخطط البياني تطور النمو السكاني لـ بالمه